# Bletia punctata
Bletia punctata är en orkidéart som beskrevs av Juan José Martinez de Lexarza. Bletia punctata ingår i släktet Bletia och familjen orkidéer. Inga underarter finns listade i Catalogue of Life.